# Yai Nilwong
Yai Nilwong (tiếng Thái: ใหญ่ นิลวงศ์, sinh ngày 12 tháng 3 năm 1985) là một cầu thủ bóng đá người Thái Lan thi đấu ở vị trí tiền vệ chạy cánh trái.

## Đời sống cá nhân
Yai's brother Sompob Nilwong cũng là một cầu thủ bóng đá và thi đấu cho Chainat ở vị trí trung vệ.

## Danh hiệu

### Câu lạc bộ
Thai Port
- Cúp Liên đoàn Bóng đá Thái Lan (1): 2010